# Rainier (kardynał S. Prisca)
Rainier (zm. 1146) – kardynał.
Wiadomości na temat jego życia są bardzo skąpe. W 1138 był papieskim subdiakonem w kurii papieża Innocentego II. W grudniu 1139 został mianowany kardynałem diakonem, a w marcu 1140 kardynałem prezbiterem S. Prisca. Występuje jako świadek na licznych dokumentach papieskich datowanych między 22 kwietnia 1138 a 7 maja 1146. Prawdopodobnie uczestniczył w papieskich elekcjach w 1143, 1144 i 1145.